# Stadniki, Polonia Mică
Stadniki [stadˈniki]  este un sat în districtul administrativ Gmina Dobczyce, powiatul Myślenice, Voievodatul Polonia Mică din sudul Poloniei. El se află la aproximativ 5 kilometri est de Dobczyce, la 18 kilometri est de Myślenice și la 26 kilometri sud-est de capitala regională Cracovia.
Satul are o populație de 820 de locuitori.